# Fábián Marozsán
Fábián Marozsán (* 8. Oktober 1999 in Budapest) ist ein ungarischer Tennisspieler.

## Karriere
Marozsán spielte bis 2017 auf der ITF Junior Tour. In der Jugend-Rangliste erreichte er mit Rang 53 seine höchste Notierung. Bei Grand-Slam-Turnieren der Junioren spielte er nicht.
Bei den Profis spielte Marozsán 2016 das erste Mal. 2017 platzierte er sich erstmals in der Tennisweltrangliste, 2018 stand er dann im Einzel und Doppel jeweils in den Top 1000, nachdem er im Einzel auf der drittklassigen ITF Future Tour das Halbfinale und im Doppel das Finale erreichte. 2019 gewann er bei einer von fünf Future-Finalteilnahmen im Einzel, im Doppel gewann er fünf Titel. So kam er in der Weltrangliste weiter nach vorne und stand jeweils in den Top 700.
Nach einer verkürzten Saison 2020 gewann Marozsán 2021 drei Einzel- und einen Doppeltitel. Beim ersten Turnier der höherdotierten ATP Challenger Tour in Bergamo, das er spielte, qualifizierte sich der Ungar zunächst und zog anschließend ins Halbfinale ein. Er besiegte unter anderem die Nummer 107 Dennis Novak. Das Jahr schloss er auf Platz 359 ab. Am Ende der Saison gab er bei den Davis Cup Finals sein Debüt für die ungarische Davis-Cup-Mannschaft. Er verlor seine drei Matches. Anfang 2022 konnte er für Ungarn das erste Mal einen Sieg beisteuern, seine Bilanz stand Ende 2022 bei 1:4. Anfang des Jahres spielte noch bei Futures, wo er seinen fünften Titel gewann. Nach dem Titel spielte er aber durch seinen Platz in den Top 350 nur noch Challengers. Zunächst schied er einige Male in den ersten zwei Runden aus. Dann schaffte er den zweiten Halbfinaleinzug in Mailand und einen Monat später bei seiner ersten Challenger-Finalteilnahme in Banja Luka den ersten Turniersieg. Während des Turniers gab er nur einen Satz ab, das Finale gewann er deutlich mit 6:2, 6:1 gegen Damir Džumhur. Im Jahresverlauf stand er noch im Halbfinale von Alicante und in seinem zweiten Endspiel in Bratislava (Niederlage gegen Cem İlkel). Das Jahr beendete er auf Platz 172 um über 150 Plätze besser als im Vorjahr. Auf dem Doppel lag weniger der Fokus, aber in San Benedetto zog er auch dort in sein erstes Finale ein, das er verlor, aber für einen Platz in den Top 500 reichte. Anfang 2023 spielte er bei der Qualifikation zu den Australian Open das erste Mal bei einem Grand-Slam-Turnier. Er verlor dort in seinem ersten Match.

## Erfolge
| Legende (Anzahl der Siege) |
| Grand Slam                 |
| ATP Finals                 |
| ATP Tour Masters 1000      |
| ATP Tour 500               |
| ATP Tour 250               |
| ATP Challenger Tour (3)    |

### Einzel

#### Turniersiege
| Nr. | Datum           | Turnier    | Belag | Finalgegner     | Ergebnis |
| --- | --------------- | ---------- | ----- | --------------- | -------- |
| 1.  | 28. August 2022 | Banja Luka | Sand  | Damir Džumhur   | 6:2, 6:1 |
| 2.  | 12. März 2023   | Antalya    | Sand  | Sebastian Ofner | 7:5, 6:0 |
| 3.  | 18. Juni 2023   | Perugia    | Sand  | Edoardo Lavagno | 6:2, 6:3 |